# マッスル・ショールズ・サウンド・スタジオ
マッスル・ショールズ・サウンド・スタジオ（Muscle Shoals Sound Studio）はかつてアメリカ合衆国アラバマ州シェフィールド・ジャクソン・ハイウェイ3614番地にあった音楽録音スタジオである。ジミー・ジョンソン（ギター）、バリー・ベケット（ピアノ）、デヴィッド・フッド（ベース）、ロジャー・ホーキンス（ドラムス）の4名のミュージシャンからなる通称「スワンパーズ」（SWAMPERS）によって設立され、1969年から1979年まで稼働した。
1979年にアラバマ・アベニュー1000に移転して現在にいたる。旧スタジオの建物は現在アメリカ合衆国国家歴史登録財として管理されている。

## 略史
1959年、当時ソングライターとして活動していたリック・ホールは友人らと共にアラバマ州フローレンスに音楽出版社「フローレンス・アラバマ・ミュージック・エンタープライゼズ（Florence Alabama Music Enterprises）」、すなわち「FAME」を設立した。1960年代初頭にホールは隣町のマッスルショールズに移り、かつてタバコの倉庫だった建物を改造してフェイム・スタジオを設立した。
ジョンソンら4人は1960年代半ばからフェイム・スタジオで働いていたが、アトランティック・レコードが1965年から録音にしばしば同スタジオを使用するようになり、彼等はアレサ・フランクリンやウィルソン・ピケットなどのバックを務めてリズム・アンド・ブルースの演奏経験を積んでゆく。1969年、アトランティック・レコードのトム・ダウドの勧めもあり独立。シェフィールドのジャクソン・ハイウェイ3614番地にあった元は棺桶の展示場だった建物をスタジオに改築し、それまで自分達の活動拠点としたマッスルショールズの名前に由来する「マッスル・ショールズ・サウンド・スタジオ」と名付けた。
1970年代、アメリカ南部のサザン・ロックを志向するミュージシャンたちが、しばしばジャクソン・ハイウェイのスタジオを使い、時にはジョンソンらをセッション・グループ「マッスル・ショールズ・リズム・セクション」として起用した。ジョンソンらはマネージャーを兼任してスタジオを運営し、1979年に場所をアラバマ・アベニュー1000に移し現在にいたる。旧スタジオの建物は修復ののち、観光スポットとして公開されている。

## 主な録音作品
- シェール - 『3614 ジャクソン・ハイウェイ』 (1969年）
- ボズ・スキャッグス - 『ボズ・スキャッグス&デュアン・オールマン』 (1969年)
- ザ・ローリング・ストーンズ - 「ブラウン・シュガー」、「ワイルド・ホース」 (1971年)
- ザ・ステイプル・シンガーズ - 「アイル・テイク・ユー・ゼア」 (1972年)
- ポール・サイモン - 「僕のコダクローム」、「母からの愛のように」 (1973年)
- ロッド・スチュワート - 『アトランティック・クロッシング』 (1975年)
- アート・ガーファンクル - 『愛への旅立ち』 (1975年)
- メアリー・マクレガー - 「過ぎし日の想い出」 (1976年)
- 加藤和彦 - 『それから先のことは…』 (1976年)
- レーナード・スキナード - 『ストリート・サヴァイヴァーズ』 (1977年)
- ボブ・ディラン - 『ガッタ・サーヴ・サムバディ』 (1979年)
- ジュリアン・レノン - 『ヴァロッテ』 (1984年)